# Зайцев, Пётр Егорович
Пётр Егорович Зайцев (1872 — не ранее 1930) — поэт и прозаик.

## Биография
Родился на фабрике, где некоторое время работали его родители, крестьяне деревни Волынцево Тверского уезда Тверской губернии. Грамоте выучился у отставного солдата в деревне, куда трёхлетним ребенком его увезла мать. Помогал (с 1884) отцу, работавшему в Москве починщиком обуви. С 17 лет начал
писать стихи. После смерти отца (1892) стал самостоятельным хозяином-сапожником. В это время познакомился с П. А. Травиным и М. И. Ожеговым, стал посещать кружок учащейся молодёжи, одним из руководителей которого был В. Д. Бонч-Бруевич. В 1893 году дебютировал стихотворениями «Заветный час», «Горькая рябина», «За деревней» в сборнике «Новый песенник „Пастушок“», составленного М. И. Ожеговым. В 1901 году выходит первый сборник стихов «Родные песни. Стихотворения П. Е. Зайцева, писателя-саnожника».
Второе издание сборника Родные песни (1902) Зайцев дополнил 19-ю стихотворениями, в которых преобладает городская тематика, нарастает ощущение безысходности, неосуществимости надежд. Поэт чувствует свою чужеродность в городе («мужик-лапотник» среди горожан и «студент», «писака» среди «пьяных
коллег»-сапожников). Эти настроения сказались и в его книге «У верстака. Рассказы и стихотворения» (1904). Печатался (1900-е) в журналах «Муравей» и «Родина». Переехав в Тверь, издавал там в 1911 году журнал «Колотушка», в котором публиковал в основном произведения М. И. Ожегова и свои собственные — рассказы из жизни ремесленников, юмористические зарисовки. До 1912 участвовал в изданиях Суриковского кружка. После Октябрьской революции вернулся к литературным занятиям. Готовил (1926) книгу своих избранных произведений, которая издать не удалось.